# ICREACH
ICREACH est le nom d'un moteur de recherche de la National Security Agency (NSA) qui permet d’effectuer des recherches dans les métadonnées collectées par cette agence gouvernementale américaine lors de communications électroniques ou téléphoniques,. Son nom est basé sur l'acronyme de Intelligence Community Reach, ou « étendue de la communauté du renseignement ».

## Historique
L’outil est directement approuvé par l'Executive Order 12333, une directive présidentielle de Ronald Reagan signée en 1981 qui ne fait pas l'objet de contrôles par les tribunaux ou le Congrès des États-Unis.
Les racines du programme remontent aux années 1990, avec le projet CRISSCROSS.
ICREACH a été développé à partir de 2006 et mis en place fin 2007, sous l'impulsion du général Keith Alexander, à l'époque directeur de la NSA,. 
Le 25 août 2014, le journal américain The Intercept révèle l'existence de ce moteur de recherche, sur la base d'informations fournies par le lanceur d'alerte Edward Snowden.

## Programme

### Fonctionnalités
Ce programme a une interface similaire au moteur de recherche de Google, afin de faciliter l'exploitation des métadonnées et de développer des usages futurs, avec notamment des alertes sur des cibles.
En croisant toutes ces données, l’objectif est de pouvoir extraire les habitudes de vie quotidienne d’une cible : quels endroits elle fréquente, avec qui et à quel moment, etc. La NSA appelle cela « pattern of life analysis » (analyse du mode de vie).
Selon les documents non publiés mais consultés par The Intercept, les informations permettent de « suivre les déplacements » de personnes, « d'explorer leurs réseaux personnels », « d'aider à la prédiction de leurs actions futures » et « potentiellement de révéler leurs affiliations politiques ou croyances religieuses ».

### Contenu
ICREACH permet d'accéder aux métadonnées (origine, destinataire, date, localisation, etc. ) des communications (courriel, fax, conversations téléphoniques, SMS, messageries instantanées, etc.) et non à leur contenu (message en lui-même ou transcription de l'appel téléphonique),,.
Une partie des données de l’agence demeure inaccessible depuis l'outil ICREACH, comme de tout ce qui est collecté dans le cadre de la Section 215 du Patriot Act, relatif aux informations des citoyens américains.

### Volumétrie
En 2007, la NSA estimait que 850 milliards de métadonnées couvrant la période 1999-2007 seraient accessibles immédiatement, dont 126 milliards provenant des métadonnées d'appels téléphoniques fournies par les quatre autres agences partenaires des Five Eyes. La NSA estimait que cette base de données serait enrichie, chaque jour, de 1 à 2 milliards de métadonnées supplémentaires.

### Accès
The Intercept révèle que la NSA partage ces données depuis 2007 avec la Central Intelligence Agency (CIA), le Federal Bureau of Investigation (FBI), la Defense Intelligence Agency (DIA) et la Drug Enforcement Administration (DEA). Et d'après un mémo datant de 2010, ce moteur de recherche est également accessible par un millier d'analystes au sein de 23 agences gouvernementales nord-américaines (non listées) du renseignement.
Depuis 2007, ICREACH est également accessible partiellement par les quatre agences partenaires de la NSA, membres des Five Eyes : le Government Communications Headquarters (GCHQ) britannique, le Centre de la sécurité des télécommunications Canada (CSTC), l'Australian Signals Directorate (ASD) et le Government Communications Security Bureau (GCSB) pour la Nouvelle-Zélande.

## Controverses
Selon le porte-parole du Bureau du Directeur du renseignement national américain, ICREACH ne peut être utilisé que dans le cadre d’enquêtes sur des « non-américains ». Cependant, selon des associations de défense des libertés civiles, des avocats ou encore des professeurs de droit, cet outil normalement consacré aux étrangers pourrait servir à créer des bases de données d'informations personnelles sur des citoyens des États-Unis.
Pour Jérémie Zimmermann, le président de l’association la Quadrature du Net interviewé par le journal La Croix, l’existence d’ICreach « montre que les métadonnées (qui identifient les données NDLR) sont en réalité des données et qu’elles sont suffisantes pour définir les "motifs de vie" des personnes surveillées. Barack Obama avait affirmé le contraire pour rassurer les Américains. ». Il explique qu'« il faut se préoccuper de cette invasion encore plus rapide de la vie privée ».